# عزلة بني عيسى (ذمار)

تعديل مصدري - تعديل

عزلة بني عيسى هي إحدى عزل مديرية ضوران انس في محافظة ذمار اليمنية ويبلغ تعداد سكانها 1545 نسمة حسب التعداد السكاني في اليمن لعام 2004.